# Рошієній-Міч
Рошієній-Міч (рум. Roșienii Mici) — село у повіті Олт в Румунії. Входить до складу комуни Добрун.
Село розташоване на відстані 149 км на захід від Бухареста, 23 км на південний захід від Слатіни, 34 км на схід від Крайови.

## Населення
За даними перепису населення 2002 року у селі проживали 277 осіб, усі — румуни. Усі жителі села рідною мовою назвали румунську.